# 中国驻琅勃拉邦总领事馆
中华人民共和国驻琅勃拉邦总领事馆，简称中国驻琅勃拉邦总领事馆，是中华人民共和国派驻老挝琅勃拉邦的最高级别外交机构，位于琅勃拉邦省琅勃拉邦市邦康村（Phong Kham Village, Luang Prabang City, Luang Prabang Provice）。领区包括琅勃拉邦省、丰沙里省、琅南塔省、波乔省、乌多姆赛省和华潘省。